# جون ناي (لاعب كريكت)
جون ناي (23 مايو 1914 - 26 يناير 2002)  (بالإنجليزية: John Nye)‏ هو لاعب كريكت بريطاني (وحمل سابقاً جنسية المملكة المتحدة لبريطانيا العظمى وأيرلندا).